# 타카하시 치아키
타카하시 치아키(たかはし 智秋, 1977년 5월 8일 ~ )는 일본의 여성 성우로, 가나가와현 요코하마시 출신이다.

## 경력
- 성우 양성소인 아오니주쿠(青二塾)으로 데뷔, 처음엔 아오니(青二) 프로덕션 소속으로 본명으로 활동을 시작했지만, 아트비전(Arts Vision)으로 이적하면서 현재 예명으로 변경했다.
- 아오니 시절 게임『졸업III』에 함께 출연한 나카야마 사라(中山さら, 당시 中山真奈美), 코마츠 리카(小松里歌, 당시 小松里賀), 네바시 미에꼬(根橋美絵子), 후루야마 아유미(古山あゆみ) 들과 함께 유닛를 결성함.
- 『키미조라디오』에 이시바시 토모코(石橋朋子)로 출연했으나 중도 하차, 그러나 2004년말부터 같은 프로그램에 본예명으로 새로 참가.
- 같은 프로그램에 공동 출연하는 쿠리바야시 미나미(栗林みな実)와 함께 "미나미・쿠리바야시 & CT.베로니카"라는 이름의 유닛 및 exige를 결성, 주로 방송 프로그램 출연이나 해당 프로그램 관련 이벤트 활동을 하고 있다. (CT는 Chiaki Takahashi를 의미함)
- 2005년 10월 29일 호리에 유이(堀江由衣)가 결성한 새 유닛 "Aice5"에 칸다 아케미(神田朱未), 아사노 마스미(浅野真澄), 키무라 마도카(木村まどか)와 함께 멤버가 된다.
- 대표적인 애칭에 "チアキんぐ(치아킹)"이 있다. 이는 Aice5 공식 본인 표현이지만, 일반적으로는 "チアキング(발음 동일)"으로 쓰인다.
- 2007년 9월 30일부로 아트비전을 퇴사하고 현재 무소속이다.
- 최근 그라비아 데뷔를 했다고 한다.

## 인물
- 그림을 못 그린다고한다. 때문에 키미조라디오에서 그림 그리기 기획을 할 때마다 "화백"이라고 불리게 되었다고 하는데, 주로 도움이 안되는 편이라고 한다. 2006년 8월 27일에는 개인전을 열어 많은 사람들이 모였다고 함.
- 사이가 좋아진 사람이 생기면 위아래를 가리지 않고 경칭을 생략한다고 한다.
- 그림 그리기와 달리 성대모사에는 능하여 동료 성우들의 흉내를 잘낸다고 한다.
- 2007년 THE IDOL M@STER RADIO 안에서 이노우에 키쿠코(井上喜久子)를 교주로 하는 "17세교"에 대항한 "23세교"를 만들고 나중에 블로그에서 탄생을 선언한다. 본인이 이야기하는 동기는 "딴죽 걸기 어려운 공기를 내고 싶다". 신자 제1호 및 최고 간부는 이마이 아사미(今井麻美).
- 표범 무늬, 호랑이 무늬를 좋아하며 그런 자신의 패션을 "사파리 파크"라고 이야기한다. 주로 주변사람들에게도 권하는 타입으로, 호리에 유이(堀江由衣)의 경우는 "실례예요"라고 이야기하였다고 전해진다.

## 출연작

### TV 애니메이션
2000년
- 이누야샤 (공주, 마을사람)
- 짱구는 못말려 (여자 손님, 여고생)
- 주간 스토리랜드 (여자애)
- 여신후보생 (리페아라)

2001년
- 아쿠에이리언 에이지 (소녀3)
- 기동천사 엔젤릭 레이어 (점원)
- 코코로 도서관 (카지즈 엔젤)
- 시마시마토라의 시마지로
- 스타오션EX (스피아)
- 체포하겠어 SECOND SEASON (초등학생)
- 지구방위가족 (SANAE 목소리)
- 고스트 바둑왕 (학생)

2002년
- 작은 눈의 요정 슈가 (하트씨)
- 말괄량이 삼총사 (마키나)
- 파뇨파뇨 데지캐롯 (소녀, 돌고래)
- 포츈 독스 (아이짱, 코코)
- 풀 메탈 패닉! (쿠노 사오리, 타나베 아이, 장내 아나운서)
- 불꽃의 미라쥬 (젊은이)

- 지구방위대 마오짱 (하사관B)

2003년
- 바이스크로이츠 그렌
- 슈퍼맨 (슈퍼걸/카라 켄트)
- 바롬원 (코마츠 아나)
- 라그라츠 (안젤리카)
- 네가 바라는 영원 (하야세 미츠키)

2004년
- GANTZ (TV리포터)
- 스파이더맨 (리즈 알렌)
- 빛과 물의 다프네 (타카하시 미츠에, 등)
- 파이널 어프로치 (무츠 에미호)
- 후타코이 (모모이 아이, 빌리)
- 피치피치핏치 (미하라)
- 라그라츠 더 틴즈 (안젤리카)

2005년
- UG☆얼티메이트걸 (소프비 괴수 그라마 아크)
- 갤러리 페이크 (샹딩)
- 조이드 제네시스 (아 칸)
- 후타코이 얼터네이티브 (모모이 아이)
- 마지컬 카난 (카렌 듀라)

2006년
- 소녀는 언니를 사랑한다 (이츠쿠시마 타카코)
- 카기공주이야기 영원의 앨리스 론도 (데릴라)
- 타마&프렌즈 찾아라! 마법의 프니프니스톤
- 폭구Hit! 크래시 비터맨

2007년
- 바람의 스티그마 (캐서린 맥도널드)
- School Days (칸로즈 나나미)
- 모야시몬 (히로오카 아야)
- 라그라츠 더 틴즈 (안젤리카)

2008년
- 얏타맨 (오모챠맨)
- 카오스;헤드 (쿠스노키 유아)

2009년
- 11eyes (아카미네 사이코)
- 내일의 요이치(히나가타 유이)

2010년
- 언젠가는 대마왕 (토리이 미츠코)
- 수호천사 히마리 (아게하)
- 연희 무쌍 (장훈)
- 포켓몬스터 베스트위시 (여경, 아티의 모아머, 지우의 두까비, 루크의 조로아, 소천의 버랜지나, 풍란의 스완나, 랭글레이의 배바닐라)

2011년
- THE IDOLM@STER (미우라 아즈사)
- 우리들에게 날개는 없다 (모치즈키 키나코)
- 별하늘에 걸린 다리 (토도 츠무기)
- Rio RainbowGate! (리나 골드슈미츠 타치바나)

2012년
- 전국 콜렉션 (콘도 이사미)
- 록리의 청춘 풀파워 인법전 (젠젠)
- 열등용사의 귀축미학 (미란다)
- 포켓몬스터 베스트위시 시즌 2 (여경, 지우의 두까비, 철이의 대검귀, 로사의 탱그릴)
- 모야시몬 리턴즈

2013년
- 우주전함 야마토 2199 (엘리사 드멜)
- 네가 있는 마을 (키리시마 아오이)
- 초차원 게임 넵튠 (마제코느)
- BLAZBLUE ALTER MEMORY (라이치=페이=린)

### OVA
- 아카네 매니악스 (하야세 미즈키)
- 마유마유 극장 (하야세 미즈키)
- 사모님은 여고생 (친구)
- 네가 바라는 영원 ~Next Season~ (하야세 마즈키)
- 퀴즈 매직 아카데미 (아멜리아)
- 코스프레 COMPLEX (아오시마 레이카)
- 스쿨데이즈 ~매지컬 하트☆코코로짱~ (칸로즈 나나미)
- 헬싱 (제시카)

### 인터넷
- 아유마유 극장 (하야세 미츠키)

### 외화
- 포겟팅 사라 마셜(레이첼(밀라 쿠니스) 역)

### 게임
- 아슈라 (카즈라 공주)
- 퀴즈 매직 아카데미 시리즈 (아멜리아 선생님)
- 태고의 달인 (미우라 아즈사(아이돌 마스터), 보탄(NDS), 냥키(NDS)) ※ NDS판 삽입곡「われら無敵のドコン団」부름

1998년
- 졸업III ~Wedding Bell~ (마츠야마 미사키)
- 두근두근 프리티 리그 열혈 아가씨 청춘기 (소타)

2001년
- 트루 러브 스토리3 (아오츠키 타카네) ※ 오프닝곡「My Home Town」, 엔딩곡「美空中学校校歌」부름
- 에바 그레이스II (소카)
- 네가 바라는 영원 (하야세 미즈키) : 이시바시 토모코 (石橋朋子) 명의

2003년
- 청춘퀴즈 컬러풀 하이스쿨 (쿠죠 아야카)
- 백중탐험부 (사와치 아야카)
- 바틴 카이도스 끝나지않은 날개과 잃어버린 바다 (쉐라)

2004년
- D.C.P.C. ~다카포 플러스 커뮤니케이션~ (츠키시로 앨리스) : 이시바시 토모코 (石橋朋子) 명의
- D.C. Summer Vacation ~다카포 섬머 베케이션~ (츠키시로 앨리스) : 이시바시 토모코 (石橋朋子) 명의
- 파이널 어프로치 (무츠 에미호) 2004年10月7日 [PS2]
- 후타코이 (모모이 아이)

2005년
- 스쿨데이즈 (칸로지 나나미) : 후지무라 미오 (藤村美緒) 명의
- 후타코이 얼터네이티브 사랑과 소녀와 머신건 (모모이 아이)
- THE IDOLM@STER (미우라 아즈사)
- 파이널 어프로치 final fandisk] (무츠 에미호)
- 쌍연섬 ~사랑과 수영복의 서바이벌~ (모모이 아이)

2006년
- I/O (이슈탈) ※엔딩곡「Lead out」부름
- 파이널 리스트 (소노베 루카)
- 알트 (타치바나 메구미) : 三枝霞見 명의
- 마브러브 얼터네이티브 전연령판 (하야세 미즈키)
- WILD ARMS the Vth Vanguard (사회)
- 성검전설4 (진)

2007년
- 아이돌 마스터 Live for You! (미우라 아즈사)
- 마브러브 얼터네이티브 18금판 (하야세 미즈키) : 이시바시 토모코 (石橋朋子) 명의
- 매지션즈 아카데미 (에네우스)
- 레콘 키스터 (카스가이 시이나) : 芝原のぞみ 명의
- 마브러브 ALTERED FABLE (하야세 미즈키) : 이시바시 토모코 (石橋朋子) 명의
- 뷰티풀 괴혼 (IM@S ALL STARS) * OST : '團結'(단결)을 부름
- 세상에서 가장 NG인 사랑 (사와시마 히메오) : 시바하라 노조미 (芝原 のぞみ) 명의
- 나기사의 (야규 사토미) : 시바하라 노조미 (芝原 のぞみ) 명의
- 솔페쥬 (타카야 스쿠네)

2008년
- School Days LXH (칸로지 나나미)
- 얏타맨DS 빅리드키리 대작전이다 코롱 (오모챠마)
- 카오스;헤드 (쿠스노키 유아)
- I/O revision II (이슈탈)
- 얏타맨DS2 빅리드키리 애니멀대모험 (오모챠마)
- 레슬엔젤스 서바이벌2 (뷰티, 야지마 시즈카)
- 블레이 블루 (라이치 페이 린)
- 솔페쥬 ~Sweet harmony~ (타카야 스쿠네)
- 우리들에게 날개는 없다 ~Prelude~ (모치즈키 키나코)

2009년
- 카오스;헤드 NOAH (쿠스노키 유아)
- THE IDOLM@STER SP 미싱문 (미우라 아즈사)
- 우리들에게 날개는 없다 (모치즈키 키나코)